# Никола Николов (оперен певец)
Вижте пояснителната страница за други личности с името Никола Николов.
Никола Йорданов Николов – Колето е български оперен певец (тенор) и музикален педагог, пял в България и на световните оперни сцени през втората половина на XX век: Ла Скала (Милано), Ковънт Гардън, Метрополитън (Ню Йорк), Щатсопер (Виена), Болшой театър (Москва), Сан Карло (Неапол), Ла Фениче (Венеция), Театро Масимо (Палермо), Сао Карлош (Лисабон), Римската опера. Много обичан оперен певец, когото публиката в България е носила на ръце – от Софийската опера до неговия дом на булевард „Дондуков“ 5Б.
Гласът му е определян като красив, мощен тенор, бляскав във височините и изразителен в средния и ниския регистър.

## Биография
Роден е на 23 март 1925 година в Коньовица в София. Баща му Йордан Попов и неговите родители, както и майка му Елена, са бежанци от опожарения по време на Междусъюзническата война от 1913 година български южномакедонски град Кукуш. В София баща му държи малка бръснарничка, с която изхранва семейството си. Със съпругата си Елена имат три деца (Никола е средното). Майката Елена умира едва 36-годишна и за отглеждането на децата спомага втората съпруга на бащата, довела и свой син. Никола Николов израства и с песните и приказките на дядо си. Баща му е също добър песнопоец, особено на градския фолклор.
От малък бъдещият оперен ас пее не само известни детски песнички, но и някои модерни шлагери. Скоро клиентите на баща му забелязват, че момчето е музикално и притежава хубав глас.
Учителят му в Трета мъжка гимназия, известният художник Ненко Балкански, вижда в него талант и го насърчава да се занимава с рисуване. Момчето обича това, но се увлича и по музиката, гледайки музикални филми с най-изтъкнатите певци на времето. И като възрастен той споделя, че когато слуша Бениамино Джили, не може да си представи по-съвършено изпълнение. Мечтаещ и да свири, той се научава от свой съученик да свири на мандолина. Тринадесетгодишен, присъства за първи път на оперен спектакъл и от този момент пътят му се очертава. Учителят му по пеене Кирил Икономов му помага със съвети. Икономов смята, че гласът му трябва да узрее, затова е по-добре да не постъпва в Музикалното училище, а да изчака да завърши гимназията и тогава да кандидатства направо в Консерваторията; по-късно Никола Николов му е благодарен за този съвет. На 17 години, възхитен от певеца Събчо Събев, той се престрашава и го помолва да му дава уроци. Въпреки че юношата няма дори елементарна певческа техника, Събев вижда големите му гласови данни, оценява и непринудеността и сърдечността на неговото пеене и се заема с обучението му. Никола често просто слуша уроците на по-напредналите ученици. С бомбардировките на София обаче уроците намаляват.
Никола Николов отбива военната си повинност в конната част на IV артилерийски полк, при тежки условия, и получава хроничен трахеит. Загрижен за него, помощник-командирът на частта му в Момчилград, възхищаващ се от пеенето му, успява да уреди прехвърлянето му в Санитарната школа в София. Така той отново продължава уроците си при Събчо Събев. Като солист на ансамбъла на Санитарната школа, ръководен от Илия Темков, пее за пръв път по Радио София, а след това го взимат в ансамбъла при Министерството на отбраната, става и първи солист. Посещава лекции по солфеж и елементарна теория за кандидати за Консерваторията.
През 1946 година, по съвет на Събчо Събев, се явява на прослушване пред Любомир Пипков, директор на Софийската народна опера, и от 1 октомври e включен в състава ѝ. Възложено му е да подготви малки роли: Овлур от „Княз Игор“ на Бородин и Артур от „Лучия ди Ламермур“ от Доницети.
Малко по-късно е поканен в основаващата се Варненска народна опера от определения за неин ръководител Петър Райчев. Събчо Събев също подкрепя предложението. Въпреки че е приет да следва в Консерваторията (класиран на първо място сред кандидатите певци), Никола Николов се отказва и заминава за Варна. Първата му роля на варненската сцена е централна, тази на Пинкертон от операта „Мадам Бътерфлай“ (в края на 1947 г.), и тя му дава прекрасна възможност за изява. Това е неговия дебют въобще в оперно представление. С него работят умело Петър Райчев и синът му Руслан Райчев, младият диригент на операта. През дебютния му сезон 1947/1948 следват две силно противоположни по облик и певчески изисквания роли – Туридо от „Селска чест“ и Алфред от „Травиата“. Усетил известни проблеми, след сезона Николов отново се обръща към Събчо Събев и подновяват заниманията си. Смъртта на Събев през май 1950 г. на сцената на операта за него е голяма загуба. През годините си във Варненската опера Николов изпълнява редица роли. Там той се запознава с певицата Лиляна Василева, която става негова съпруга (1951). Във Варна той е любимец на публиката още от първата си изява, остава в града до 1953 година, когато заминава на специализация в Москва, но и след това често гостува, и то за дълги периоди.
През 1951 и 1953 година Николов става лауреат на III и IV издание на Световния младежки фестивал в Берлин и Букурещ. През 1953 – 1955 година специализира в Москва, където работи с музикалния педагог Сергей Юдин, диригента Самуил Самосуд и режисьора Леонид Баратов. В Музикалния театър „Станиславски и Немирович-Данченко“ той излиза в ролята на Пинкертон от „Мадам Бовари“ и участва в премиерата на „Сицилиански вечерни“ като  Ариго с голям успех, както и в концертни изпълнения на „Бохеми“. Следва дълго турне в Съветския съюз (1954): Киев, Лвов, Минск, Талин, Рига, Вилнюс, Ленинград и др., записвано от съветската кинематография. Поканен е в Болшой театър, пее в „Кармен“ и „Мадам Бътерфлай“ и представянето му е оценено като изключително.
След завръщането си в България е назначен за солист на Софийската опера, както и съпругата му. Освен в текущия репертоар с ролите на Дон Хосе и Манрико, той участва и в цяла поредица от премиери: „Турандот“, „Сицилиански вечерни“, „Тоска“, „Бохеми“, „Халка“ (Монюшко), „Селска чест“, „Отело“. През 1955 и 1956 г. участва в турнета в Полша и Югославия.
През 1956 г. на конкурса „Виоти“ във Верчели спечелва първо място сред тенорите и четвърто място в общото класиране. Следва специализация в Италия (1957 – 1959), където с него работи вокалната педагожка Зита Фумагали Рива. Там спечелва конкурс на миланския оперен театър „Ла Скала“ за участие в операта „Продадена невеста“ на Бедржих Сметана в роля на Йеник, за която е бил предвиден Джузепе ди Стефано. На 11 февруари 1959 г. Никола Николов дебютира на сцената на операта под диригентството на Ловро фон Матачич. Той е третият българин, след Тодор Мазаров и Борис Христов, който пее в Ла Скала. Следва участие във Верчели в ролята на Каварадоси от „Тоска“ на Пучини. Критиката изтъква успеха му и в певческо, и в артистично отношение.
След Ла Скала следват многобройни покани и участия в световноизвестни оперни театри. Пее на сцените на лондонския Ковънт Гардън, Метрополитън (Ню Йорк), Щатсопер (Виена), Болшой театър (Москва), Сан Карло (Неапол), Театро ла Фениче (Венеция), Театро Масимо (Палермо), Сао Карлош (Лисабон), Римската опера и други прочути оперни театри по света.
Сред най-значимите изяви на Никола Николов са участията му в „Трубадур“ (диригент Оливиеро де Фабритис) в Театро Масимо и в Ла Фениче, „Африканката“ на Майербер (диригент Франко Капуана, с Антониета Стела) в Сан Карло, поставена за пръв път от 40 години, превърнала се в световно събитие, „Макбет“ на Верди в Римската опера, режисирана от Лукино Висконти, директно предавана в Америка, в изклюцително популярните оперни концерти на Радио Торино и др.
Канен е на щатна работа от Ковънт Гардън, Метрополитън, Щатсопер, но избира да остане в България.
Музикалните историци пишат: „Никола Николов като че ли събра цялата любов на оперната публика, както той без остатък ѝ раздаде обичта си“. Разказват как след представления стотици негови почитатели се събират пред служебния вход на операта, с викове и ръкопляскания го вдигат на ръце и го понасят като триумфиращ античен герой, за да стигнат до неговия дом на  „Дондуков“ 5Б, на 300 метра от операта, и в същото време пеят Триумфалния марш от „Аида“.
След активната си певческа кариера се отдава на педагогическа дейност. Сред учениците му са Калуди Калудов, Божидар Николов, Костадин Андреев, Димитър Дамянов, Пеньо Пирозов и много други.
На 70 години пее в „Кармен“ ролята на дон Хосе на 23 март 1995 г. на сцената на Софийската опера. На 75-годишна възраст изпълнява ролята на Манрико от „Трубадур", като бисира Стретата в си бемол-мажорна тоналност. На 80 години изпълнява дует на Манрико и Азучена от „Трубадур" със Стефка Минева. В концерта през 2005 г. излизат и едни от водещите тенори в сегашно време, някои от които ученици на знаменития тенор: Цв. Цветков, Калуди Калудов, Божидар Николов и Костадин Андреев.
Гласът на Николов е определян като мощен лиричен тенор, с изразителен среден и нисък регистър. В своята дълга певческа кариера, продължила почти до неговата 75-годишнина, Никола Николов има над 1500 представления и концерти, изпял е почти всички централни тенорови партии на италианските майстори. Характерни за изпълненията му са резките драматични акценти, темперамента и топлотата на гласа му.
Никола Николов умира на 7 юли 2007 година в София.

## Репертоар и записи
От оперния му репертоар са особено успешни ролите на Манрико в „Трубадур“, Дон Карлос в едноименната опера и Радамес в „Аида“ от Верди, Туриду в „Селска чест“ от Маскани, Каварадоси в „Тоска“ и Калаф в „Турандот“ от Пучини, Хосе в „Кармен“ от Бизе, Васко в „Африканката“ от Майербер. Известен е и като концертен певец и солист в симфонично-ораториални произведения.
Музикални записи с него издават „Балкантон“ (най-важни „Аида“ и „Кармен“), руската фирма „Мелодия“, Harmonia mundi – като Радамес в „Аида“, Decca – в „Борис Годунов“, EJS – като Васко в „Африканката“.
Много ценен от оперните почитатели по света е направеният и издаден пиратски запис на „Африканката“ на Майербер (диригент Франко Капуана) в Сан Карло.

## Отличия
Никола Николов е носител на множество отличия, сред които „Димитровска награда“ – III степен (1951) и II степен (1959), заслужил артист е от 1962 година, народен артист от 1965 година.
Носител е на орден „Стара планина“ I степен (2000).
През 2001 г. е обявен за почетен гражданин на София.
- Паметна плоча на Никола Николов на фасадата на дома му
- Домът му на бул. „Дондуков“ 5Б